# ピオトル・ウグルモフ

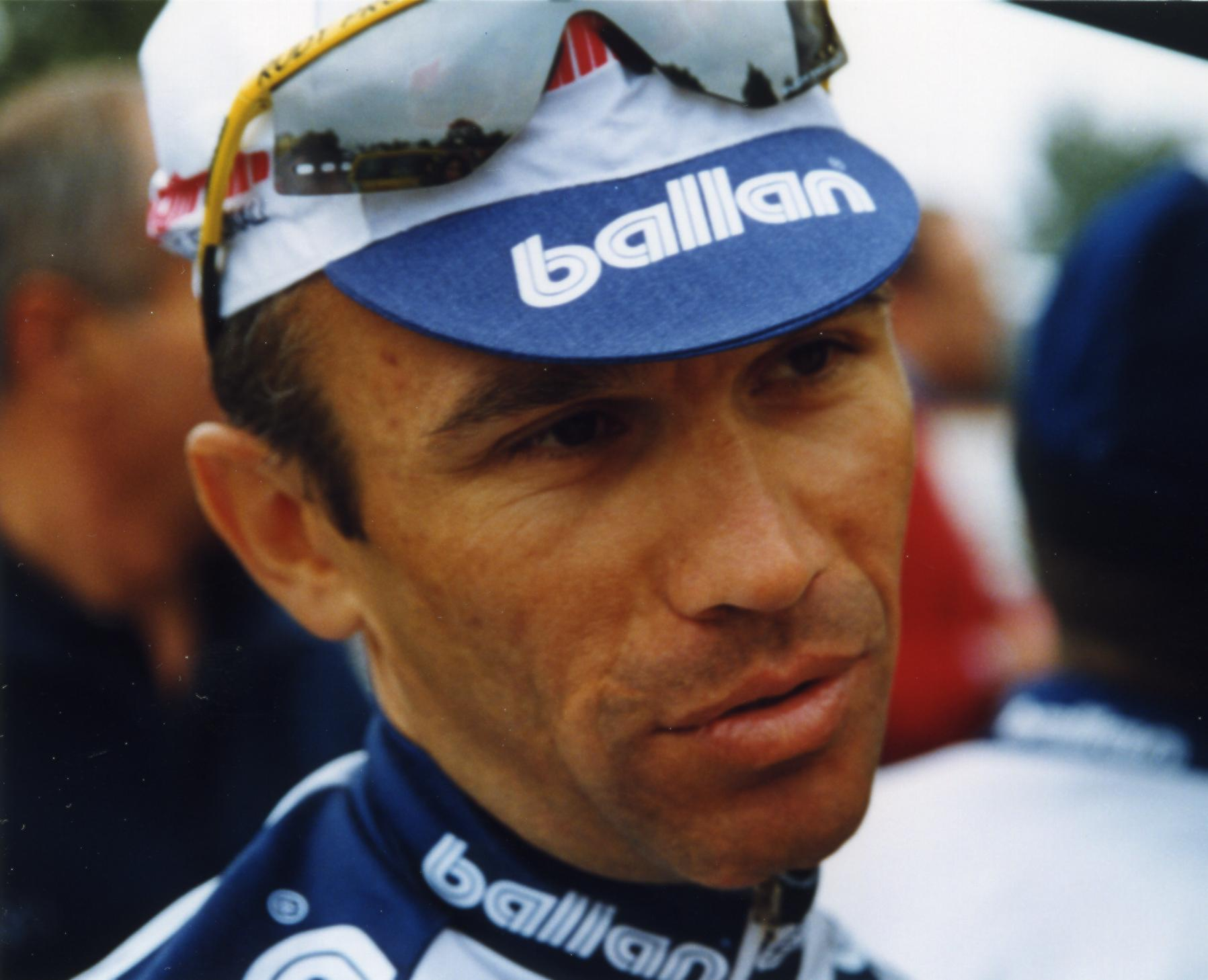
ピオトル・ウグルモフ

ピオトル・ウグルモフ（Piotr Ugrumov、1961年1月21日 - ）は、ラトビア、リガ出身の元自転車競技（ロードレース）選手。自転車競技関連雑誌等ではピョートル・ウグルモフという表記を一般的に用いていた。

## 経歴
ソビエト連邦時代の1984年、ベビージロ（ジロ・デ・イタリアのアマチュア版レース）で総合優勝。1986年には、ディミトリ・コニシェフ（3位）らを破ってソ連邦選手権・個人ロードレースを制した。
ソ連の崩壊と、自国・ラトビアの独立が実現する2年前の1989年、イタリアのアルファ・ルムと契約を結んでプロに転向。ティレーノ～アドリアティコ第4ステージを制した。1991年、ブエルタ・シクリスタ・アストゥリアス総合優勝。そしてメカイル・バッランに移籍した1993年に一躍その名を上げることになる。
エウスカル・ビシクレタで総合優勝を果たし、その後参加したジロ・デ・イタリアでは、第19ステージの個人タイムトライアル（ITT）において、ミゲル・インドゥラインに次ぐ2位に入った他、もはや勝負は決まったかと思われた最終日前日にゴールとなるオローパへの登りで猛アタックを仕掛け、大会連覇を達成したインドゥラインを58秒差まで追い詰める総合2位と健闘した。
さらに1994年のツール・ド・フランスでは、第18及び、ITTの第19ステージを連勝し、総合4連覇を達成したインドゥラインに5分39秒差の2位と健闘。ほぼ終盤だけながらも、ここでもインドゥラインを苦しめた。そして1995年のジロ・デ・イタリアでも総合3位に食い込んだ。
ところが、チームメイトのエフゲニー・ベルズィンも1994年のジロ・デ・イタリアでインドゥラインを破る総合優勝を挙げたためエース争いによる確執が激化。　結局エースの座を確立したベルズィンから追い落とされる形になりロスロットチームに移籍した。
その後も、1996年のジロ・デ・イタリア総合4位、同年のツール・ド・フランス総合7位と健闘したが、1999年、現役を引退した。

## レーススタイル
グランツールにおいては前半戦では力をセーブし、後半の山岳ステージで集中的にアタックを仕掛ける戦法をとる事が多かった。　疲労の蓄積する後半戦で仕掛けたほうがアタックも成功しやすく、前半戦で力を使い果たした選手が順位を落とすため、最終的に順位を上げる事ができるという考えに基づいている。　事実、1993年のジロ・デ・イタリアでは最終日前日の最後の山岳でインドゥラインに肉薄し、1994年のツール・ド・フランスでも山岳ステージ最後の3日間で9位から一気に2位にまで順位を上げている。